# Przyczynienie się do powstałej szkody
Przyczynienie się do powstałej szkody – instytucja prawa cywilnego, uregulowana w art. 362 kodeksu cywilnego. Przyczynieniem się jest każde zachowanie poszkodowanego, pozostające w normalnym związku przyczynowym ze szkodą, za którą ponosi odpowiedzialność inna osoba. Przyczynienie się może mieć formę zachowania poszkodowanego, które wpływa na powstanie szkody lub zachowania poszkodowanego, które doprowadza do zwiększenia już powstałej szkody.